# Мажоранта
Мажоранта (от фр. majorer — повышать) — термин, который используется в математике для обозначения нескольких понятий, обобщающих понятие супремума или точной верхней грани.
Наиболее часто применяется при доказательстве сходимости интегралов и рядов.

## Мажоранта упорядоченного множества
Понятие мажоранты упорядоченного множества вводится для определения супремума множества. Пусть M подмножество упорядоченного множества. Тогда мажорантой множества M называется элемент не меньший любого элемента M. Супремум множества М — это минимум всех мажорант множества М.

## Мажоранта функции
Мажоранта функции — функция, значения которой не меньше соответствующих значений данной функции на рассматриваемом интервале независимого переменного. Интегрируемость мажоранты последовательности интегрируемых функций является достаточным условием существования интеграла от предела последовательности.

### Пример
Пусть интегрируемые функции {\displaystyle f_{n}(x),n=1,2,...}, имеют предел {\displaystyle \lim _{n\to \infty }f_{n}(x)=f(x)} и существует интегрируемая мажоранта {\displaystyle g(x)\geq |f_{n}(x)|,n=1,2,...} Тогда можно переходить к пределу под знаком интеграла:
{\displaystyle \lim _{n\to \infty }\int \limits _{-\infty }^{+\infty }f_{n}(x)dx=\int \limits _{-\infty }^{+\infty }\lim _{n\to \infty }f_{n}(x)dx}

## Мажоранта ряда
Мажоранта ряда — числовой ряд, все члены которого, начиная с некоторого номера, не меньше абсолютной величины соответствующих членов данного ряда. Если исходный ряд зависит от аргумента, например, является степенным или тригонометрическим, то указывают интервал, на котором выполняется неравенство. Для построения мажорант матричных рядов используют норму матрицы.
В качестве мажорант обычно используют простые хорошо сходящиеся ряды — одномерную и многомерную геометрическую прогрессию и ряды с факториалом в знаменателе членов. Из сходимости мажоранты вытекает сходимость исходного ряда. Для рядов, которые являются функциями, построение мажорант – основной инструмент доказательства сходимости.
Примерами являются доказательства теоремы Адамара о числовом ряде, леммы Абеля для рядов нескольких комплексных переменных и доказательство поточечной сходимости тригонометрического ряда.

## Мажоранта класса
Понятие мажоранты можно ввести на любом множестве, если на нём задана числовая функция. Мажорантой класса или подмножества является элемент, значение функции на котором является супремумом значений функции на этом классе или подмножестве. Подобные определения вводятся для упрощения изложения. 